# Parastrellus hesperus
Parastrellus hesperus — вид рукокрилих ссавців із родини лиликових.

## Середовище проживання
Країни проживання: Мексика, Сполучені Штати Америки (Аризона, Каліфорнія, Колорадо, Айдахо, Невада, Нью-Мексико, Оклахома, Орегон, Техас, Юта, Вашингтон). Мешкає в різноманітних місцях проживання. Через високу частку білка в раціоні, аридні умови проживання і подальший високий рівень втрат води, цей нетопир зазвичай живе поруч з джерелом води. Протягом дня спочиває переважно в ущелинах скель, хоча ці кажани також можуть бути знайдені в будівлях, під скелями, і в густих заростях осоки. Зимує в шахтах, печерах і ущелинах скель.

## Морфологія
Він має розмах крил 190—215 мм, а довжина тіла 62-80 мм. У середньому, самиці трохи більші за самців цього виду. Колір варіюється від білого й блідо-жовтого до темно-коричневого — темніші вищі й світліші нижчі. Обличчя, вуха, ноги і крилові мембрани, як правило, дуже темні, майже чорні. Волосяний покрив досягає 3-4 мм в довжину і є м'яким. Крила короткі та широкі.

## Поведінка
Починає вилітати на полювання дуже рано у вечірні години. Літає повільно. Це комахоїдний кажан. Впадає в сплячку, коли погода стає холодною або зменшуються продукти харчування. Однак, окремі члени цього виду іноді з'являються в зимові місяці для полювання. Зазвичай Pipistrellus hesperus зимує поодинці.

## Відтворення
Самиці народжують своїх дитинчат в червні. Як правило, народжується два малюка, але може бути тільки один. Матері ростять своїх дітей поодинці або невеликими материнськими колоніями не більше десятка кажанів. Молодь, як правило, стає здатною до польоту за 2-3 тижні після народження.